# Oswaldo Capaz Montes
Pour les articles homonymes, voir Montès.
Oswaldo Capaz Montes, né à Pueblo Viejo de Nuevitas à Cuba 17 mars 1894 et mort à Madrid le 23 août 1936, est un militaire espagnol ayant atteint le grade de général dans l'armée de terre espagnole. Alors qu'il est colonel, il devient célèbre en 1934 pour son occupation effective d'Ifni. Au début de la guerre civile, il est assassiné lors du massacre de la prison Modelo de Madrid (es).

## Biographie

### Carrière militaire
Oswaldo Fernando de la Caridad Capaz Montes est né à Pueblo Viejo de Nuevitas à Cuba 17 mars 1894. Il a pour père Oswaldo Capaz Sellés, général de brigade de la cavalerie espagnole.
En 1910, Capaz Montes entre à l'Académie d'infanterie de Tolède (es),. Il passe la majeure partie de sa carrière dans le corps d'infanterie au Maroc et est blessé gravement en janvier 1920. Capitaine de la police indigène en 1922, il participe activement à la guerre du Rif et parle couramment l'arabe. Son action la plus significative est menée, en tant que commandant, au cours de l'été 1926. Dans une mission confiée par le général Goded, chef d'état-major du haut-commissaire Sanjurjo, il est chargé de soumettre toute une série de cabilas (es) de la région de Gómara en les désarmant et en nommant les autorités indigènes dépendantes du pouvoir colonial espagnol.
Commandant une harka indigène d'un millier d'hommes environ et appuyé par la marine et l'aviation espagnole, il soumet en deux mois douze cabilas et confisque près de 2 000 fusils, entrant à Chefchaouen le 10 août 1926. Cette campagne démontre ses aptitudes non seulement en tant que chef militaire mais aussi sur un plan politique, la plupart des soumissions des cabilas se faisant sans usage de la force. Plus que par voie diplomatique, ce serait l'utilisation répétée de pots-de-vin qui aurait permis d'obtenir ces résultats qui lui permettent d'obtenir par la suite plusieurs postes dans le protectorat espagnol du Maroc. Promu d'abord lieutenant-colonel puis colonel en avril 1929, il participe aux opérations de pacification de la région puis est nommé délégué aux affaires indigènes du haut-commissariat d'Espagne au Maroc en 1927, établissant un système efficace de contrôle des cabilas rifains à travers le Service d'intervention militaire. Il reste à ce poste jusqu'en 1931, date à laquelle, après l'avènement de la République, il est démis de ses fonctions par le nouveau haut-commissaire Luciano López Ferrer (es), Capaz s'opposant à la réduction des interventions militaires prévues par le haut-commissaire.
Après son limogeage, Manuel Azaña le nomme à un commandement à Las Palmas de Grande Canarie, avec le grade de colonel, un poste qu'il conserve jusqu'en janvier 1934. Sous le gouvernement radical de Lerroux, Capaz revient au Maroc, toujours comme délégué aux affaires indigènes. Cette année-là, le gouvernement décide l'occupation du territoire d'Ifni, nominalement sous souveraineté espagnole. Capaz est affecté au cap Juby où il étudie les possibilités d'occupation de ce territoire et prend contact avec les tribus de la région. Le 6 avril 1934, il débarque à Ifni, prenant effectivement possession de sa capitale, Sidi Ifni et du reste du territoire, à nouveau en soudoyant les chefs des tribus de la région. Une fois l'occupation officiellement réalisée, il est nommé gouverneur civil et militaire d'Ifni. Il est promu général de brigade par un décret paru en décembre 1934. Il est proposé à l'Ordre du Mérite naval et reçoit d'autres décorations. En son honneur, le nom de Puerto Capaz est donné au lieu connu précédemment sous le nom de Punta de Pescadores, sur la côte de Gómara.

### Guerre civile
Oswaldo Capaz Montes est en 1936 commandant général de Ceuta. Probablement mis au courant du soulèvement de juillet 1936 contre le gouvernement de la République qui a provoqué la guerre civile sans que son implication dans sa réalisation soit clairement établie,, il est attesté qu'il demande à se rendre à Madrid la veille du soulèvement. Ce départ à cette date peut être aussi une volonté de sa part de dissimuler son implication dans le soulèvement, lui évitant ainsi de prendre et assumer une position explicite. À Madrid, où le soulèvement a échoué, Capaz Montes refuse de prendre le commandement d'unités républicaines. Il est arrêté par des miliciens et interné à la cárcel Modelo (es). Le 22 août, la prison est occupée par un groupe important de miliciens anarchistes. Ceux-ci sélectionnent un groupe de militaires et d'hommes politiques de droite qui sont fusillés la nuit du 22 au 23 août.
Alors que Stanley Payne le décrit comme un « militaire modéré, à tendance républicaine », María Rosa de Madariaga le décrit comme clairement « africaniste ».

## Livre
Oswaldo Capaz Montes a écrit un livre cité par Pedro Baños (Así se domina el mundo, Planeta, 2018) avec le titre Modalidades de la guerra de montaña en Marruecos publié en 1931 où il parle de la psychologie des combattants dans le protectorat.